# Gontowa
Gontowa (ukr. Гонтова) – dawna wieś na Ukrainie w rejonie tarnopolskim należącym do obwodu tarnopolskiego.
Leżała między Milnem, Baszukami i Berezowicą Małą. W 1946 roku włączona do Milna. Po wsi nie pozostało nic.

## Historia
Gontowa to dawniej samodzielna wieś. W II Rzeczypospolitej stanowiła gminę jednostkową Gontowa w powiecie zborowskim w województwie tarnopolskim.
1 sierpnia 1934 r. w ramach reformy na podstawie ustawy scaleniowej Gontowa weszła w skład nowej zbiorowej gminy Załoźce, gdzie we wrześniu 1934 utworzyła gromadę. 
W latach 1943–1945 nacjonaliści ukraińscy z OUN-UPA zamordowali we wsi 33 Polaków.
Po wojnie włączona w struktury ZSRR.